# Rutherglen
Rutherglen  (en inglés: Rutheglen /ˈrʌðərɡlɪn/; en escocés: Ruglen, en gaélico escocés: An Ruadh-Ghleann)
es una localidad situada en el concejo de South Lanarkshire, en Escocia (Reino Unido), con una población estimada a mediados de 2016 de 31 190 habitantes.
Se encuentra ubicada en la zona centro-sur de Escocia, al sureste de Glasgow y al suroeste de Edimburgo.